# Murder on Her Mind
Murder on Her Mind (ook Of Murder and Memory en Who Named the Knife) is een Amerikaans-Canadees televisiedrama uit 2008, gebaseerd op het boek Who Named the Knife van Linda Spalding die de feiten zelf meemaakte.
Maryann Acker werd in 1982 in Hawaii veroordeeld voor moord en dit vonnis werd in 2005 vernietigd door het Hawaïaanse hooggerechtshof.
Hugh Dillon won een Gemini Award voor beste bijrol in een drama voor deze film.
Murder on Her Mind gaat over twee vrouwen met een gelijkaardig verlopen leven waarvan een voor moord veroordeeld werd terwijl de ander jurylid was op het proces en er later een boek over wil schrijven.

## Verhaal
De film begint met Sally die een comfortabel leven leidt met haar man en dochter in Canada, op het moment dat dochter Aimee gaat verder studeren.
Jaren terug woonde Sally met Aimee en haar gewelddadige werkloze ex-man in Hawaii.
Ze zetelde toen in de jury in het proces tegen Theresa Nichol, die terechtstond voor de roofmoord op een toerist.
Sally denkt dat Theresa onschuldig is, maar door toedoen van haar man komt ze vijf minuten te laat op de dag van de veroordeling.
Theresa wordt enkel op basis van de getuigenis van haar man Vincent tot dertig jaar cel veroordeeld.
Kortelings hierna verlaat Sally haar man en begint een nieuw leven in Canada.
Daar stoot ze vele jaren verder op het notitieboek dat ze ten tijde van het proces bijhield.
Zo raakt ze opnieuw in de ban van de zaak en zoekt Theresa op die in een gevangenis in Californië zit, alsook Vincent die werd opgesloten voor een andere moord.
Sally ontdekt dat er tijdens het proces leugens zijn verteld en zaken werden verzwegen omdat men Theresa veroordeeld wilde zien.
Zo werd Vincent in Californië beschuldigd van een eerdere moord en hoopte hij met de getuigenis tegen zijn vrouw in een beter daglicht te komen.
De man die hij doodschoot blijkt een voorbijganger te zijn geweest waarmee Theresa probeerde van Vincent weg te lopen.
Sally vermoedt dat Vincent ook de moord in Hawaii pleegde en die geeft dat ook toe en wil dat zelfs getuigen.
Met de hulp van een bevriende advocaat wordt de zaak door een rechter in Hawaii heropend.
Vincent verdwijnt echter in een getuigenbeschermingsprogramma vanwege een heel andere zaak.
Desondanks slaagt Sally erin de rechter te overtuigen van de fouten die destijds werden gemaakt en het vonnis wordt vernietigd.
Theresa blijft echter in de cel gezien er nog een jarenlange procedureslag kan volgen.

## Rolbezetting
| Acteur              | Personage      | Opmerkingen                                      |
| ------------------- | -------------- | ------------------------------------------------ |
| Annabeth Gish       | Sally Linden   | Schrijfster                                      |
| Chandra West        | Theresa Nichol | Veroordeeld moordenaar                           |
| Callum Keith Rennie | Leonard        | Sally's man                                      |
| Gabriel Hogan       | Danny          | Sally's ex-man                                   |
| Kristen Hagar       | Aimee Linden   | Sally en Danny's dochter                         |
| Hugh Dillon         | Vincent Nichol | Theresa's man en eveneens veroordeeld moordenaar |
| Maury Chaykin       | John Emory     | Vriend van Sally's familie en advocaat           |
| Jane McLean         | Lynn Maguire   | Openbaar aanklager                               |
| Frank Nakashima     | Isen           | Rechter                                          |
| Diana Leblanc       | Grace          | Sally's moeder                                   |
| Tony Munch          | Tom Sneed      | Getuige                                          |